# Changhe Beidouxing
Changhe Beidouxing (北斗星) или Changhe Big Dipper — минивэн, выпускавшийся с 2004 по 2022 год суббрендом Changhe компании BAIC.

## Первое поколение (2004)
Автомобили Changhe Beidouxing первого поколения выпускались на той же платформе, что и Suzuki Wagon R+. Они оснащались 1,4-литровым двигателем мощностью 97 л. с.

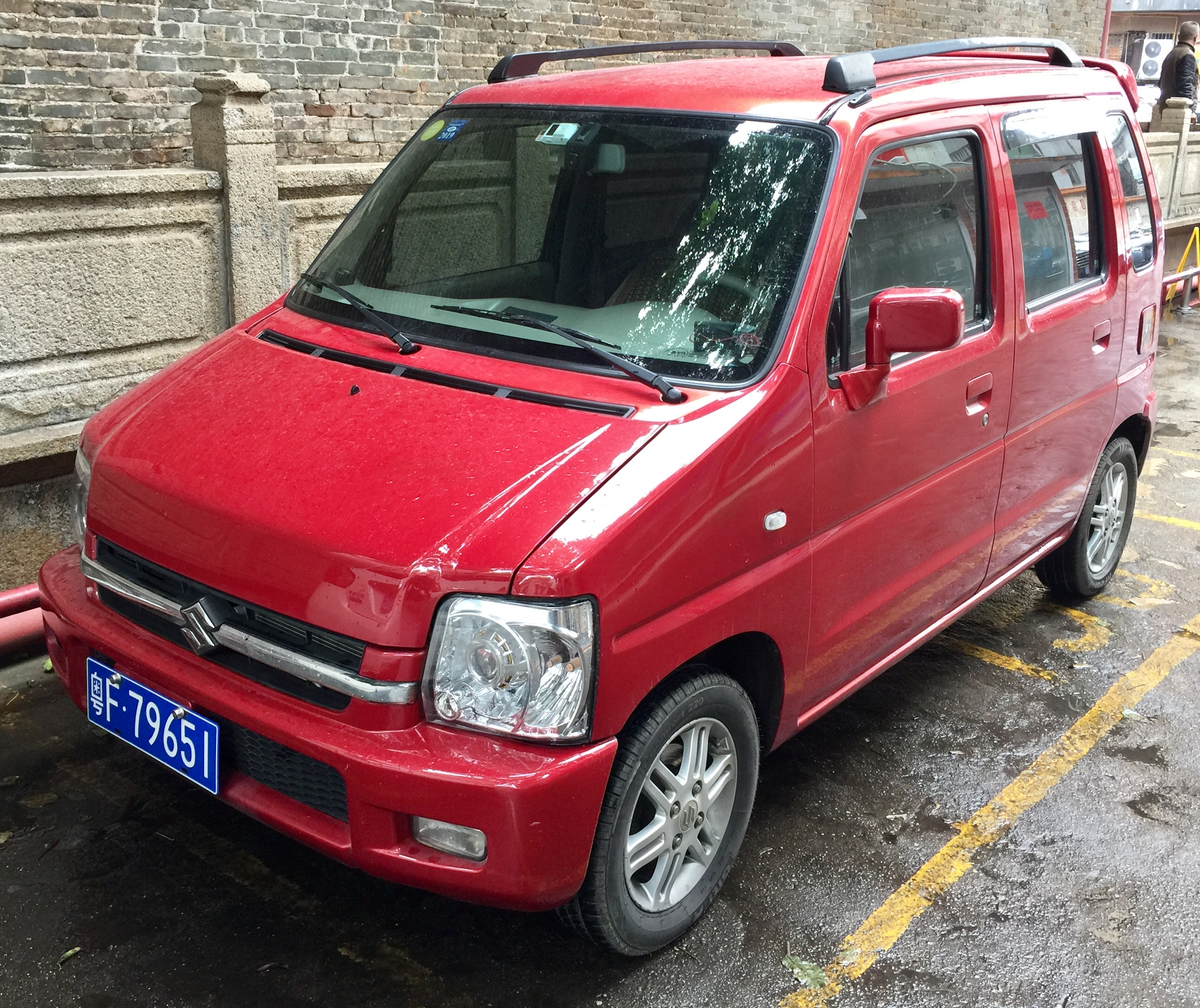
Вид спереди
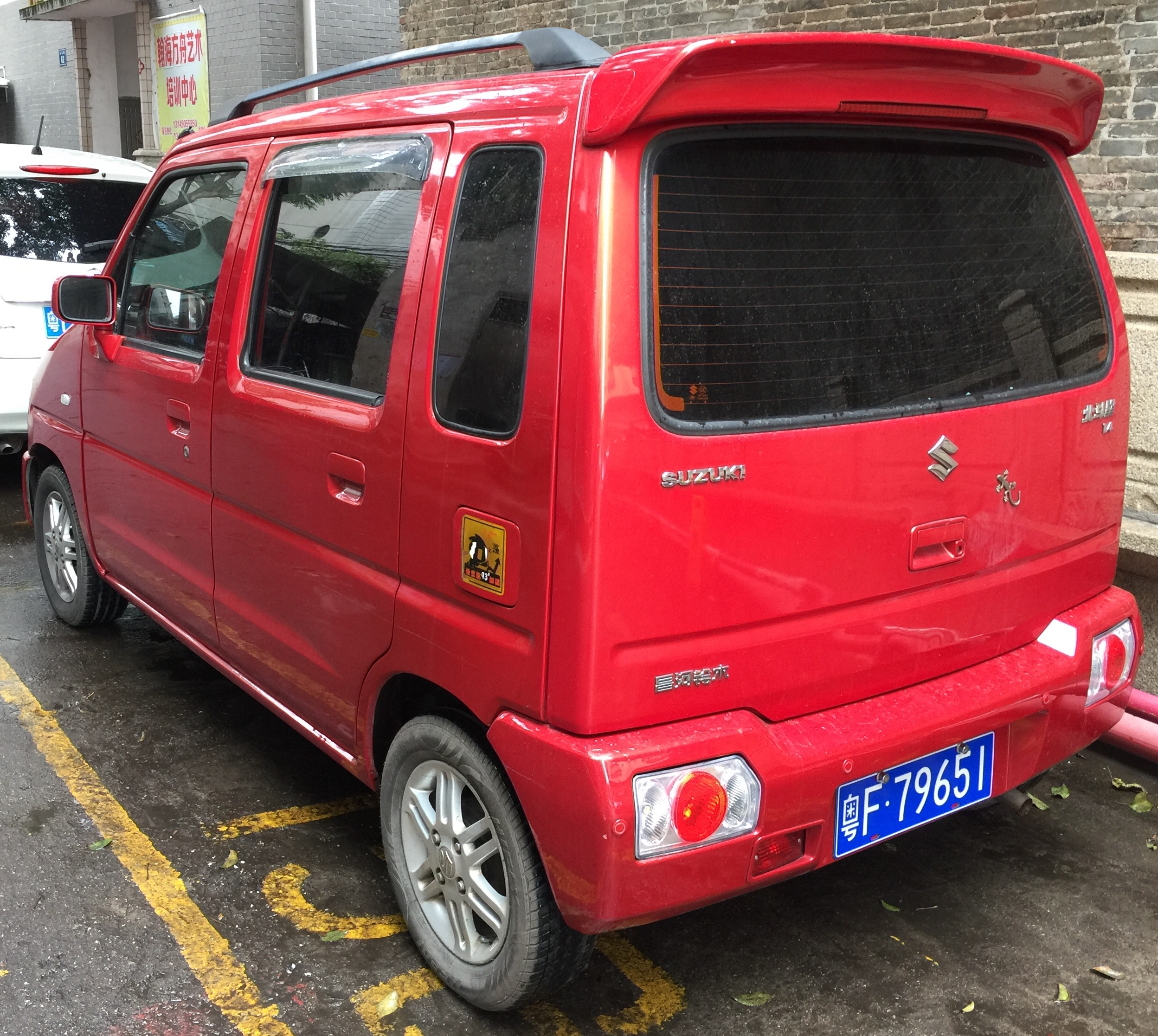
Вид сзади
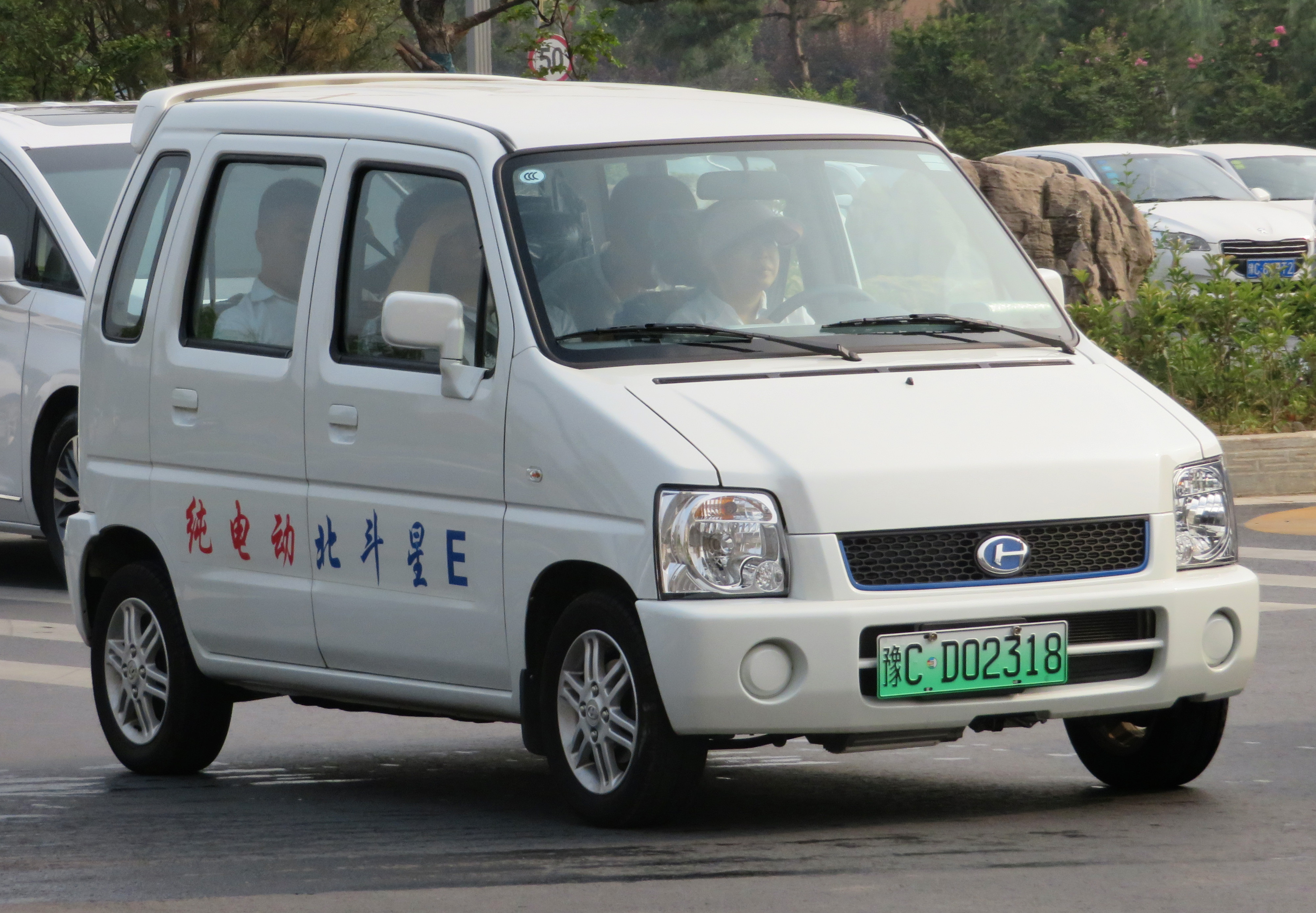
Changhe Beidouxing E
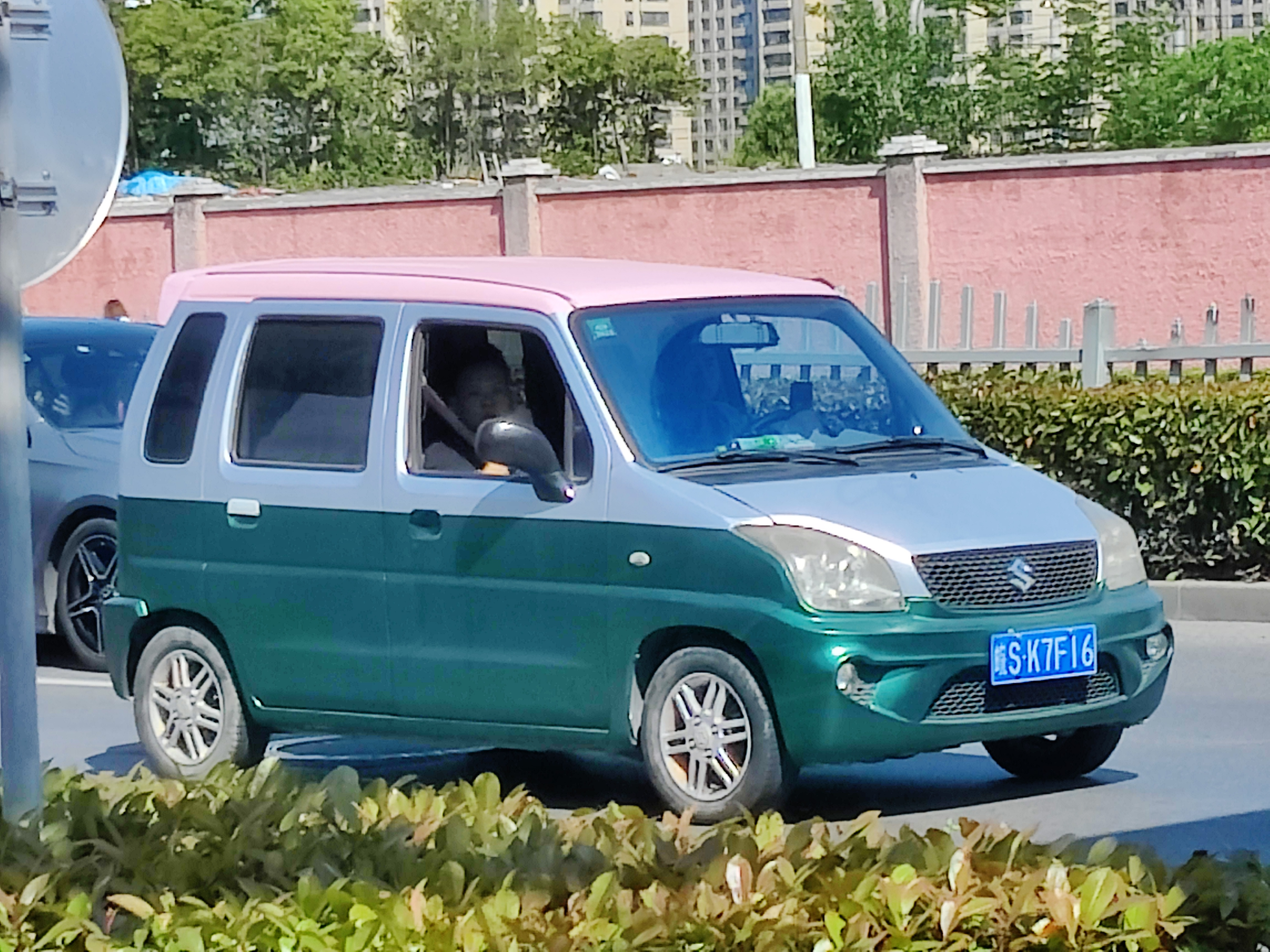
Suzuki Beidouxing E+
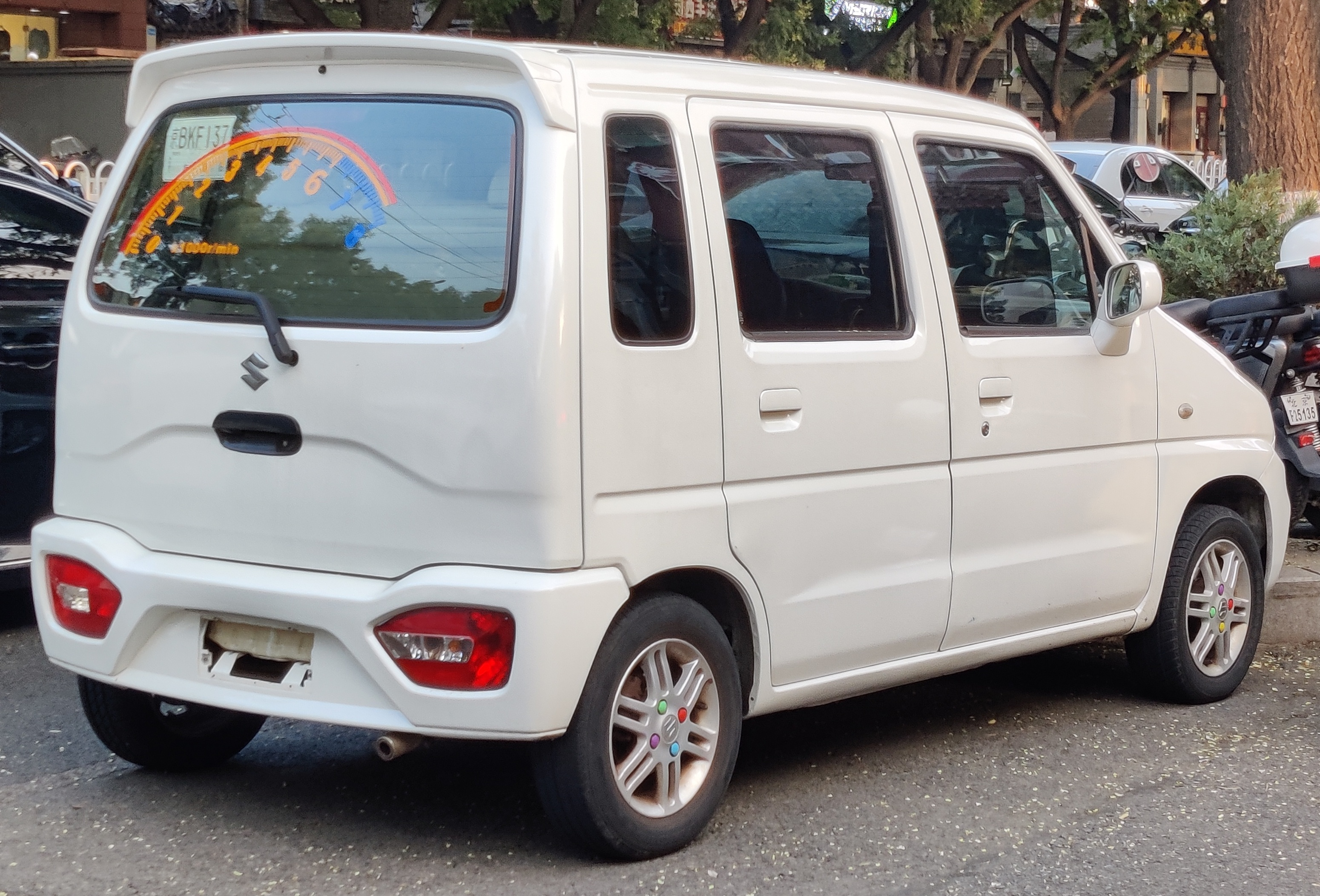
Вид сзади

### Changhe Beidouxing X5
Changhe Beidouxing X5 являлся версией Changhe Beidouxing с удлинённой колёсной базой и переработанными передней и задней частями. Ценовой диапазон варьировался от 41900 до 51900 юаней. С 2016 года на базе Changhe Beidouxing X5 выпускался электромобиль Changhe Beidouxing E с электродвигателем мощностью 41 л. с.

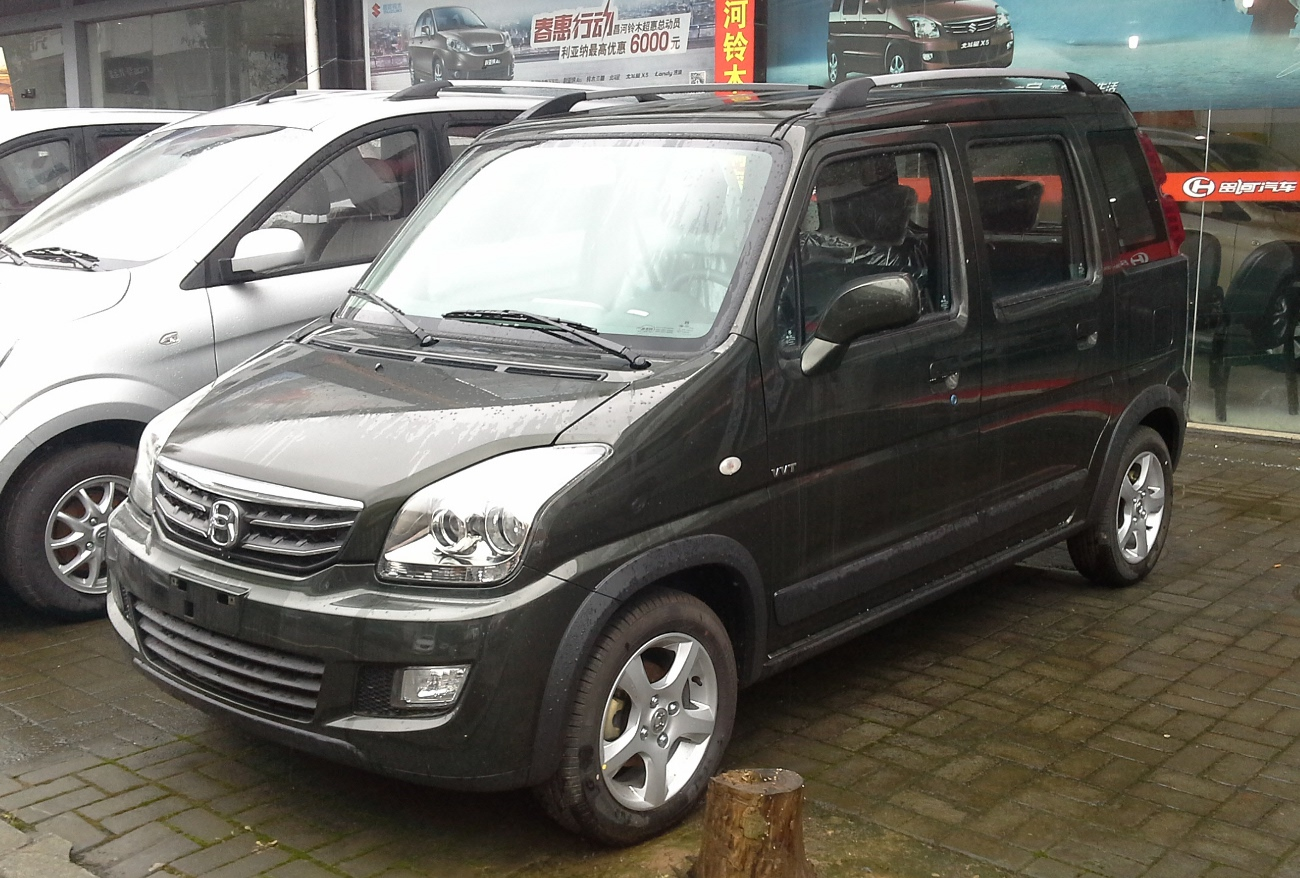
Changhe Beidouxing X5
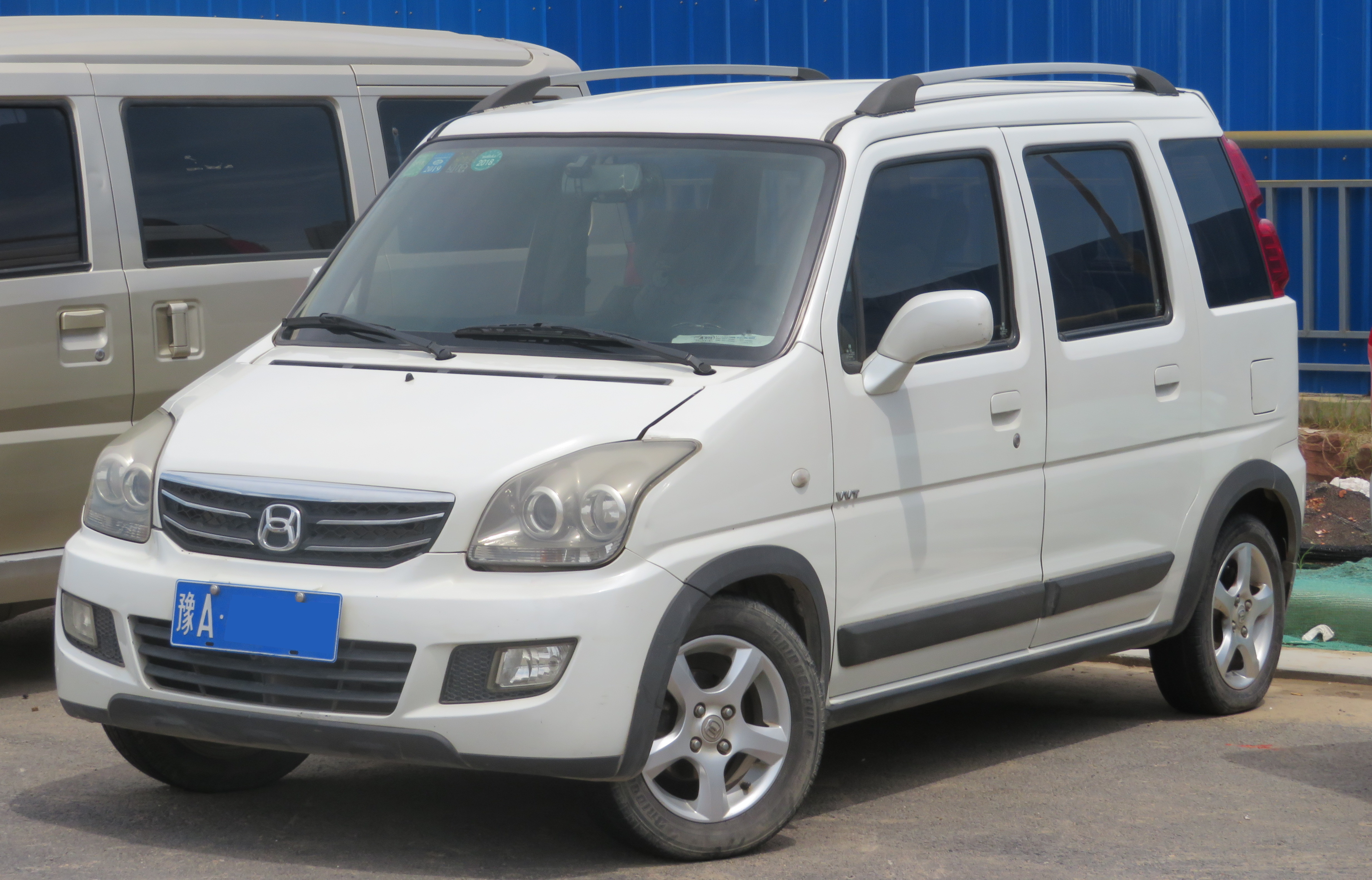
Вид спереди
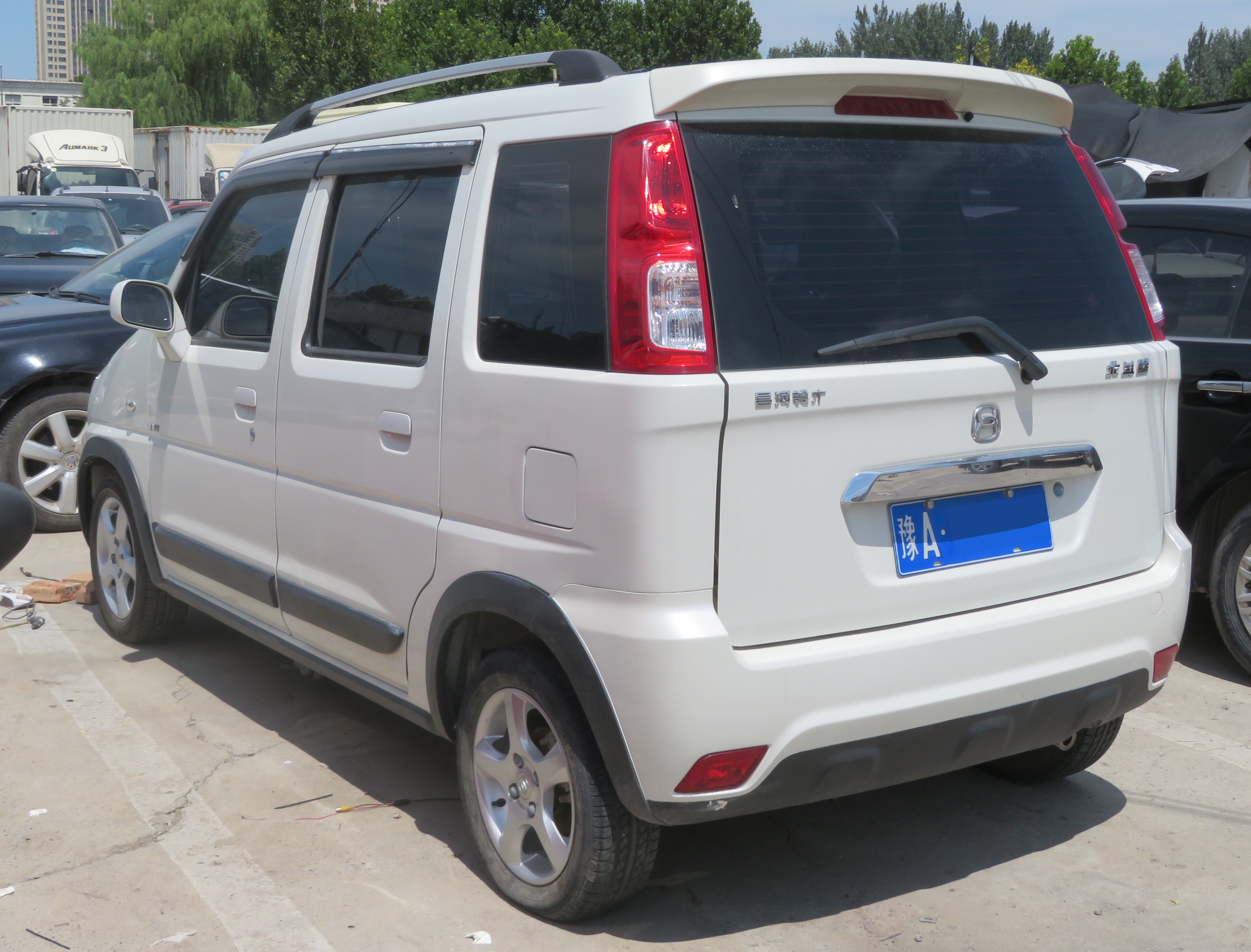
Вид сзади
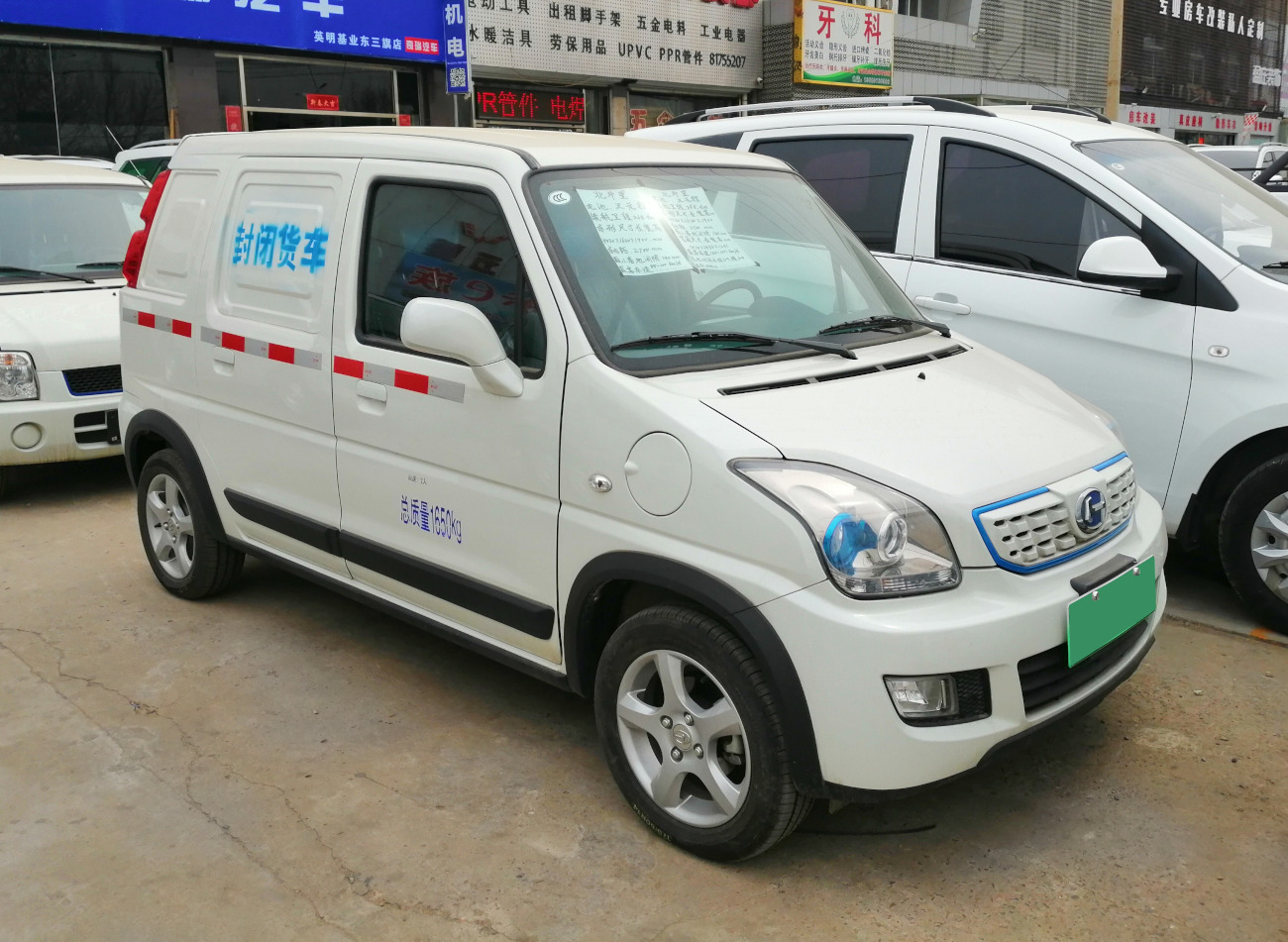
Changhe Beidouxing X5E (вид спереди)
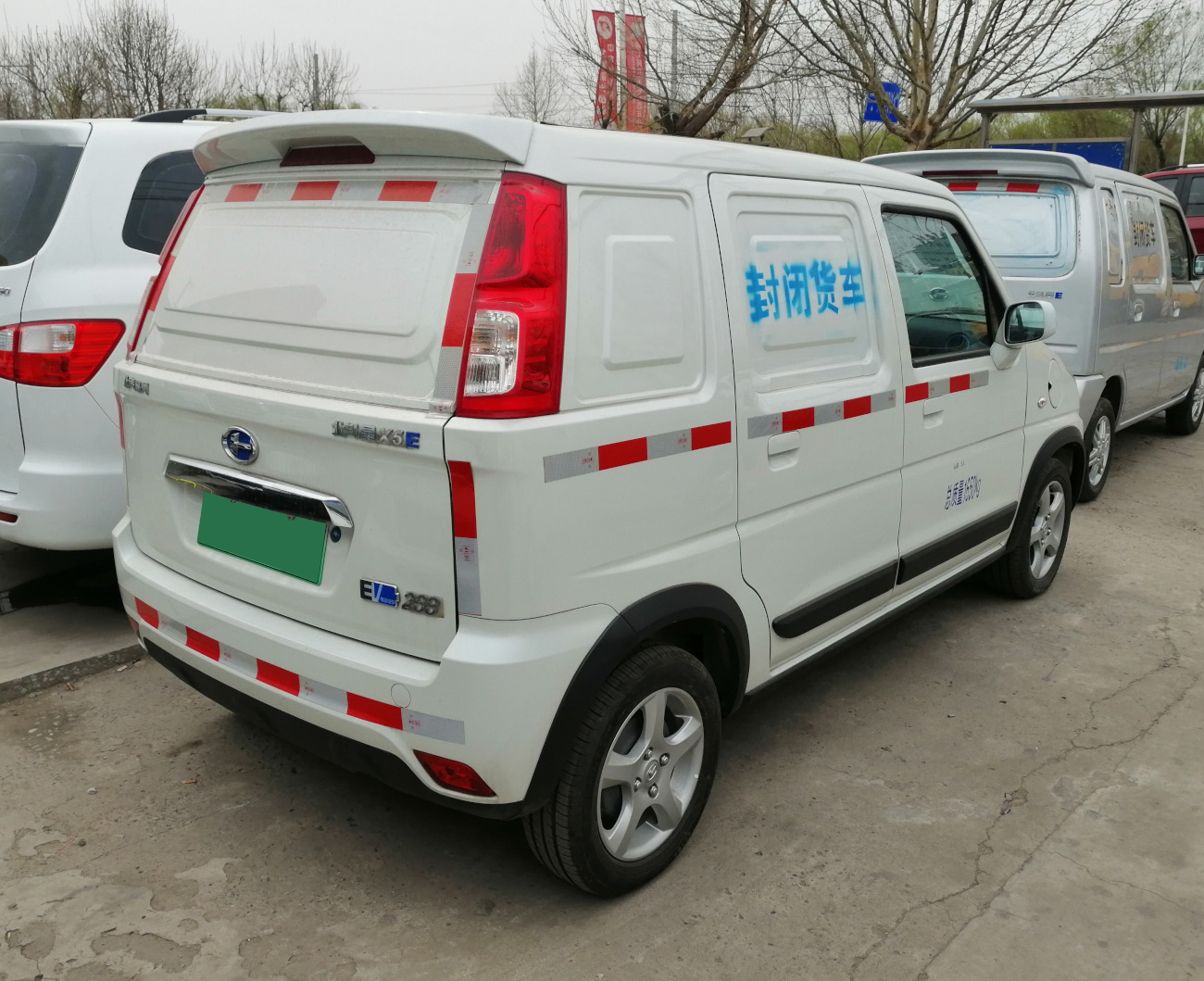
Changhe Beidouxing X5E (вид сзади)

## Второе поколение (2019)
Changhe Beidouxing II, дебютировавший в 2017 году и запущенный в производство в 2019 году, оснащён 1,4-литровым двигателем мощностью 101 л. с.

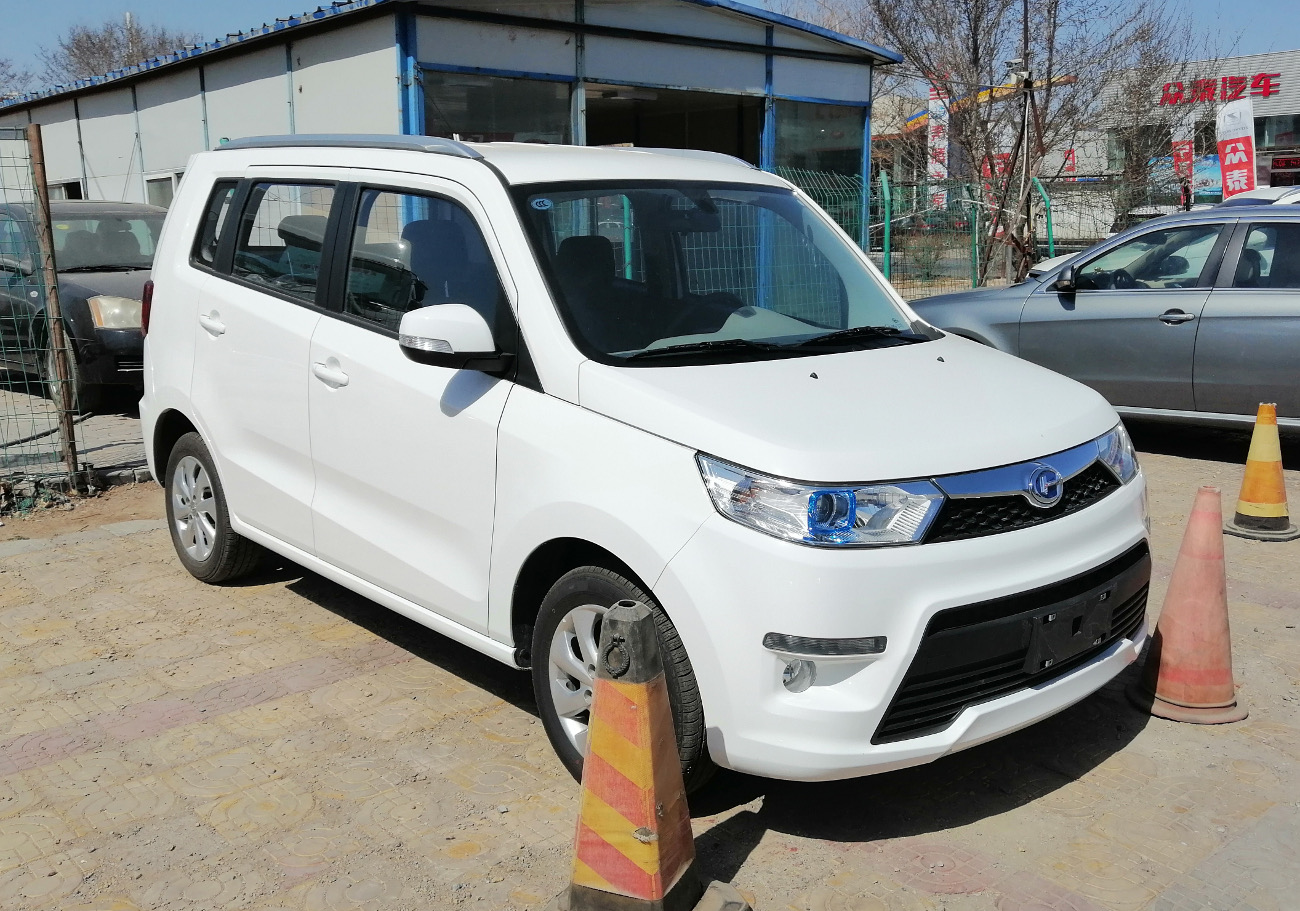
Вид спереди
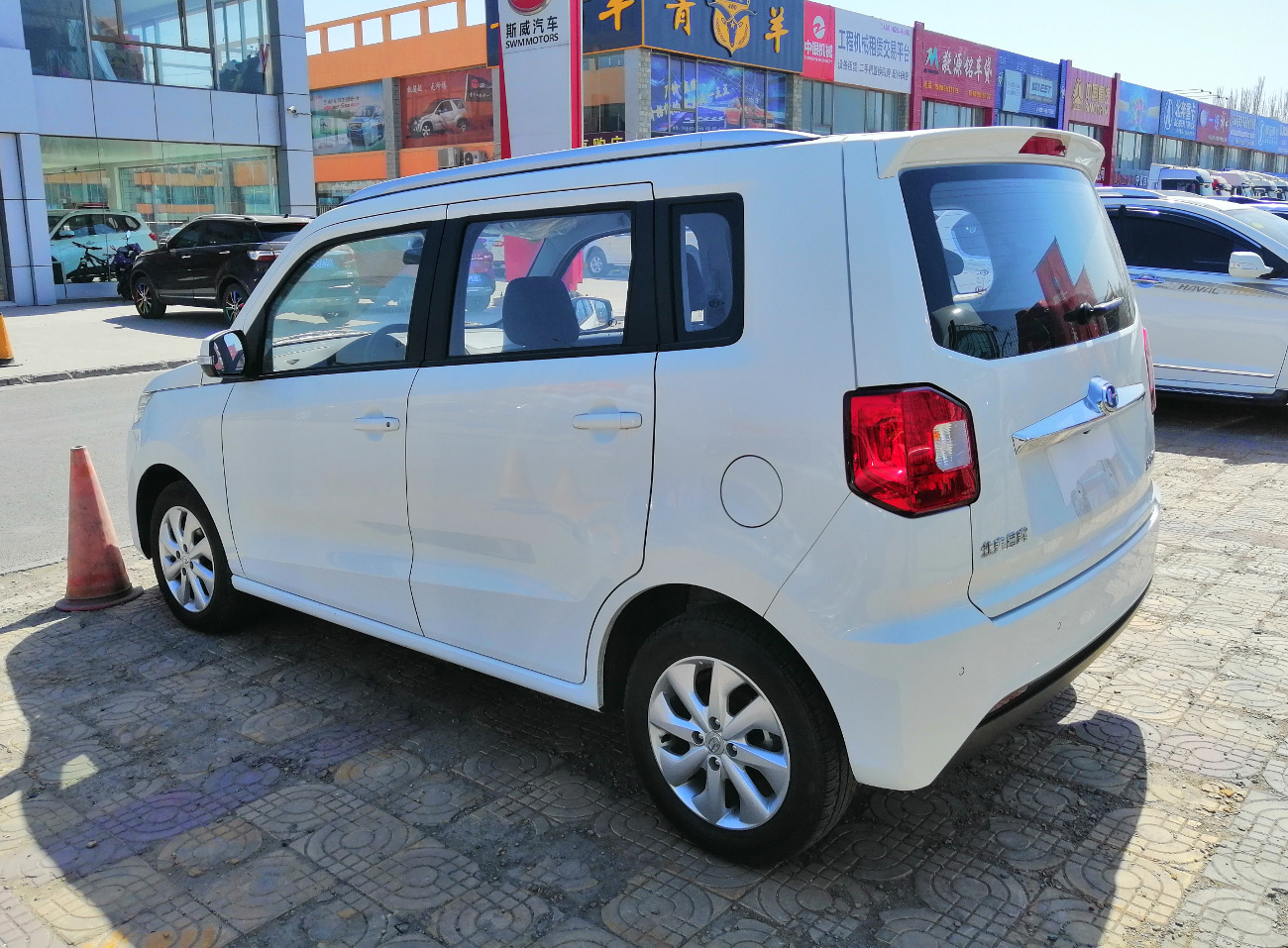
Вид сзади